# Шазам! Лють Богів
«Шаза́м! Лють Богі́в» (англ. Shazam! Fury of the Gods) — американський комедійний супергеройський фільм режисера Девіда Ф. Сандберга, заснований на однойменному коміксі видавництва DC Comics. В ролі сценариста виступить Генрі Гейден. Фільм є продовженням картини 2019 року, а також тринадцятим фільмом за рахунком з Розширеного всесвіту DC після «Чорного Адама». Головні ролі виконали Закарі Лівай і Ашер Енджел.
В американський кінопрокат «Шазам 2» вийшов 17 березня 2023 року.

## Сюжет
Минуло два роки після поразки Тадеуса Сівани. В Афінах двоє дочок титана Атласа, Геспера та Каліпсо, проникають до музею та викрадають звідти зламаний посох Чарівника (який Шазам викинув наприкінці попереднього фільму). Як з'ясовується, коли посох було зламано, дочки Атласа змогли звільнитися з ув'язнення. Вони викрадають Чарівника та забирають його до свого царства, де примушують відремонтувати посох і відновлюють з нього свої сили.
У Філадельфії Біллі Бетсон і його прийомна родина намагаються далі бути супергероями, але особисті клопоти повсякчас заважають їм бути разом. Мері обурюється тим, що її таємне життя супергероїні перешкодило вступу до коледжу. Біллі хвилюється, що його виженуть із родини Васкесів, коли він стане повнолітнім. Уві сні Чарівник попереджає Біллі про дочок Атласа та каже, що хлопець негідний чарівних сил.
Фредді Фрімен закохується в нову дівчину в його школі, Енн. Він хоче справити на неї враження, для чого перетворюється на супергероя. В той час Геспера та Каліпсо прибувають із посохом і викрадають за його допомогою сили Фредді, а Енн виявляється їхньою молодшою сестрою Антеєю. Біллі та його брати й сестри намагаються врятувати Фредді, але чаклунки викрадають його та встановлюють непроникний магічний купол над містом. Фредді разом із Чарівником опиняється ув'язнений у Царстві Богів. Дочки розповідають, що хочуть повернути сили Атласа, яку в них відібрав Чарівник, аби правити людьми, як у давнину.
Тим часом решта героїв шукають спосіб урятувати Фредді на своїй таємній базі, Скелі Вічності, що дісталася їм від Чарівника. Вони виявляють приховану кімнату й чарівне перо, за допомогою якого відправляють Геспері листа з пропозицією обміняти свої сили на Фредді. Біллі зустрічає Гесперу, котра відбирає сили в Педро. Гесперу потім вдається схопити й доставити до Скелі. Проте Геспера саме на це й розраховувала, вона тікає та викрадає золоте яблуко, що містить насіння Дерева Життя. Тим часом Фредді та Чарівник намагаються втекти з Царства Богів. Антея допомагає їм уникнути дракона Ладона, а дочки Атласа потім сперечаються як скористатися яблуком. Геспера та Антея хочуть відродити своє царство, але Каліпсо бажає посадити його на Землі, щоб знищити світ людей. Фредді під час суперечки викрадає яблуко, але необачно виказує себе. Та тоді ж його родина з'являється, прийшовши вслід за Гесперою. Фредді повертає свої сили з посоха, що розлючує Гесперу, котра випускає Ладона.
Ладон виривається в будинку Васкесів, що змушує героїв розкрити свою таємницю названим батькам. Каліпсо, осідлавши дракона, позбавляє всіх, крім Біллі, їхніх сил, і заволодіває яблуком. Вона садить його на стадіоні і яблуко проростає Деревом Життя, з якого виникають міфічні чудовиська. Геспера та Антея заперечують проти руйнівного плану своєї сестри, але Каліпсо смертельно ранить Гесперу та позбавляє Антею магічних сил. Попри те Фредді заступається за Антею. Чарівник радить нацькувати на чудовиськ єдинорогів. Дарла придумує приманити їх цукерками «Skittles». Єдинороги стають дружніми до людей та захищають їх від інших міфічних істот.
Біллі переконує помираючу Гесперу допомогти йому зупинити Каліпсо. Зауваживши, що купол відбиває його блискавки, Біллі просить Гесперу стиснути купол. Він бореться з Каліпсо та Ладоном, перевантажуючи посох блискавками, поки він не вибухає. Дерево, Каліпсо й Ладон гинуть, а з ними і всі чудовиська. Але Біллі гине також і Фредді перший виявляє його тіло. Геспера визнає Біллі справжнім богом перед тим, як померти.
Антея ховає Біллі в Царстві Богів, де запитує в Чарівника чи можливо відродити тамтешнє Дерево Життя. Той відповідає, що для цього знадобиться божественна сила, але богів більше не лишилося. Тоді з'являється Диво-Жінка, що прибула на надіслане раніше запрошення Біллі. Вона заряджає посох і Чарівник відроджує Царство Богів, повертає сили Антеї, а також воскрешає Біллі. Своєю чергою Біллі використовує посох, аби відновити сили своїх братів і сестер. Антея допомагає відновити будинок, а Чарівник повідомляє, що забере посох собі на зберігання і планує пожити в сучасному світі.
У середині титрів Емілія Гаркорт і Джон Економос намагаються завербувати Біллі в Товариство справедливості від імені Аманди Воллер. Біллі погоджується, але пропонує змінити назву команди супергероїв на «Месники». У сцені після титрів Сівана, яка все ще перебуває у в'язниці, знову зустрічає Містера Майнда, розлюченого тим, що він досі не почав втілювати їхній план.

## Акторський склад та персонажі
- Ешер Енжел — Біллі Бетсон, підліток, який може перетворюватися у дорослого супергероя, вимовивши магічне слово «Шазам!»
  - Закарі Лівай — Шазам, альтер-его Біллі Бетсона, дорослий супергерой, наділений здібностями шести міфологічних богів.
- Джек Ділан Грейзер — Фредді Фрімен
  - Адам Броуді — Капітан Марвел
- Ян Чен[en] — Юджин Чой
  - Росс Батлер — Юджин Чой
- Джимон Гонсу — Чарівник
- Рейчел Зеглер — Антея
- Гелен Міррен — Геспера
- Люсі Лью — Каліпсо

## Український Дубляж
- Студія: Постмодерн
- Режисерка дублювання: Катерина Брайковська
- Перекладач: Олег Колесніков
- Координатор проекту: Юлія Кузьменко

Ролі дублювали:
- Шазам - Володимир Заєць
- Фредді - Дем'ян Шиян
- Антея - Анна Павленко
- Чаклун - Володимир Кокотунов
- Мері, Герой Мері - Єлизавета Кучеренко
- Геспера - Ірина Дорошенко
- Роза - Світлана Шекера
- Каліпсо - Олена Кравець
- Герой Дарла - Кристина Вижу
- Віктор - Роман Солошенко
- Біллі - В'ячеслав Хостікоєв
- Герой Юджин - Дмитро Сова
- Герой Фредді - Володимир Гурін
- Педро - Євген Сардаров
- Юджин - Арсен Шавлюк
- Герой Педро - Кирило Татарченко
- Емілія - Катерина Буцька
- Бретт - Юрій Сосков
- Містер Мозок - Олександр Шевчук
- Доктор Бава - Олександр Погребняк
- Доктор Сівана - Андрій Мостренко
- Диво-Жінка - Наталя Романько

А також: Сергій Солопай, Павло Голов, Петро Сова, В'ячеслав Дудко, Катерина Качан, Матвій Ніколаєв, Анна Павленко, Аліна Проценко

## Створення
Після успішного старту показів фільму «Шазам!» у квітні 2019 року стало відомо, що Генрі Гайден повертається, щоб написати сценарій для продовження. Режисер Девід Ф. Сендберг і продюсер Пітер Сафран також мали повернутися. В грудні 2019 було підтверджено повернення Сендберга та більшої частини знімальної групи першого фільму, коли New Line Cinema та Warner Bros. Pictures запланували вихід продовження на 1 квітня 2022 року.
У червні 2020 року Марта Міланс підтвердила, що повторить свою роль названої матері Рози Васкес з першого фільму, і розповіла, що зйомки були відкладені через пандемію. Назва фільму «Шазам! Лють Богів» розкрилася під час віртуальної події DC FanDome у серпні 2020 року. Тоді ж було підтверджено участь акторів, зокрема Ашера Енджела у ролі підлітка Біллі Бетсона та Леві у ролі його дорослого супергероя, Джека Ділана Грейзера у ролі Фредеріка «Фредді» Фрімена та Адама Броуді в ролі його дорослого двійника, Фейт Герман у ролі Дарли Дадлі та Міган Гуд у ролі її дорослої двійниці, Грейс Фултон у ролі Мері Бромфілд, Ієн Чен у ролі Юджина Чоя та Росс Батлер у ролі її дорослої двійниці, а також Йован Арманд у ролі Педро Пенья з Д. Дж. Котроною у ролі дорослого відповідника. Основні зйомки розпочалися 26 травня 2021 року в Атланті, штат Джорджія, а Гюла Падос виступав оператором. Спецефекти виконували DNEG, Pixomondo, Stereo D, Weta FX, Territory Studio, Method Studios, Static Chair Productions, RISE VFX, і Scanline VFX.

## Сприйняття
На агрегаторі «Rotten Tomatoes» фільм отримав 49 % оцінок від критиків, але 86 % від пересічних глядачів. На Metacritic середня оцінка критиків — 47/100.
«Лють Богів» став одним з найменш успішних фільмів про супергероїв DC. При кошторисі $110 млн, він зібрав $30,5 млн після першого дня показів (попередній фільм зібрав $53,5 млн). За місяць збори досягнули $128 млн, що пояснюється його вторинністю, малою значущістю сюжету для кіновсесвіту DC та перенасиченням ринку фільмами про супергероїв.